# Bystra (gmina w rejencji katowickiej)
Bystra (niem. Amtsbezirk Bistrai-Nord; od 29 lipca 1941 Szczyrk) – dawna zbiorowa gmina wiejska  (Amtsbezirk), funkcjonująca w latach 1940–1941 pod okupacją niemiecką w Polsce. Siedzibą gminy była Bystra Śląska (Bistrai-Nord).
Gminę Bystra utworzono 30 listopada 1940 na obszarze ówczesnego powiatu bielskiego (od 10 października 1939 pod nazwą Landkreis Bielitz). Landkreis Bielitz należał do rejencji katowickiej (Regierungsbezirk Kattowitz), początkowo należącej do prowincji Śląsk (Provinz Schlesien) a od 18 stycznia 1941 do wyodrębnionej z niej prowincji Górny Śląsk (Provinz Oberschlesien).
Gmina Bystra złożyła się z obszarów o różnorodnej strukturze (gminy jednostkowe i gminy zbiorowe), należących przed wojną do dwóch różnych powiatów i województw:
- obszarów należących za II RP do powiatu bielskiego w woj. śląskim z gminami jednostkowymi:
  - zniesiona jednostkowa gmina Bistrai-Nord (Bystra Śląska):
- obszarów należących za II RP do powiatu bialskiego w woj. krakowskim z gminami zbiorowymi:
  - zniesiona zbiorowa gmina Bystra-Wilkowice: gromady Bistrai-Süd (Bystra Krakowska), Butschkowitz (Buczkowice), Fischersdorf (Rybarzowice), Godsiska (Godziszki), Meschna (Meszna), Schirk (Szczyrk) i Wolfsdorf (Wilkowice).

Gminę Bystra zniesiono 29 lipca 1941, przekształcając ją w gminę Szczyrk (niem. Amtsbezirk Schirk).